# CTLA-4
پروتئین شمارهٔ ۴ مرتبط با لنفوسیت‌های تی سایتوتوکسیک (انگلیسی: cytotoxic T-lymphocyte-associated protein 4) مشهور به «CTLA4» یا «CTLA-4» که با نام «CD152» هم شناخته می‌شود، یک گیرندهٔ پروتئینی است که عملکرد کنترلی بر روی دستگاه ایمنی دارد و موجب فروکاهی آن می‌شود. این گیرنده در اصل در لنفوسیت تی تنظیم‌کننده بیان می‌شود، اما در لنفوسیت‌های تی فعال‌شده هم ظاهر می‌گردد. این پروتئین پس از ترکیب با CD28 و CD86 در سطح سلول‌های پردازندهٔ آنتی‌ژن، نقش یک «کلید خاموش‌کننده» را ایفا می‌کند.
این گیرنده در موش‌ها توسط ژن «Ctla4» و در انسان توسط ژن «CTLA4» کُد می‌شود.
واریان‌هایی از این ژن را با بروز بیماری‌هایی همچون دیابت وابسته به انسولین، بیماری گریوز، تیروئیدیت هاشیموتو، بیماری سلیاک، لوپوس منتشر، سیروز صفراوی، درگیری‌های چشمی وابسته به تیروئید و سایر بیماری‌های خودایمنی مرتبط دانسته‌اند.

## برای مطالعهٔ بیشتر
- Liossis SN, Sfikakis PP, Tsokos GC (1998). "Immune cell signaling aberrations in human lupus". Immunol. Res. 18 (1): 27–39. doi:10.1007/BF02786511. PMID 9724847.
- Chang TT, Kuchroo VK, Sharpe AH (2002). "Role of the B7-CD28/CTLA-4 pathway in autoimmune disease". Curr. Dir. Autoimmun. 5: 113–30. doi:10.1159/000060550. PMID 11826754.
- Alizadeh M, Babron MC, Birebent B, Matsuda F, Quelvennec E, Liblau R, Cournu-Rebeix I, Momigliano-Richiardi P, Sequeiros J, Yaouanq J, Genin E, Vasilescu A, Bougerie H, Trojano M, Martins Silva B, Maciel P, Clerget-Darpoux F, Clanet M, Edan G, Fontaine B, Semana G (2003). "Genetic interaction of CTLA-4 with HLA-DR15 in multiple sclerosis patients". Ann. Neurol. 54 (1): 119–22. doi:10.1002/ana.10617. PMID 12838528.
- Chistiakov DA, Turakulov RI (2003). "CTLA-4 and its role in autoimmune thyroid disease". J. Mol. Endocrinol. 31 (1): 21–36. doi:10.1677/jme.0.0310021. PMID 12914522.
- Vaidya B, Pearce S (2004). "The emerging role of the CTLA-4 gene in autoimmune endocrinopathies". Eur. J. Endocrinol. 150 (5): 619–26. doi:10.1530/eje.0.1500619. PMID 15132716.
- Brand O, Gough S, Heward J (2005). "HLA, CTLA-4 and PTPN22: the shared genetic master-key to autoimmunity?". Expert Rev Mol Med. 7 (23): 1–15. doi:10.1017/S1462399405009981. PMID 16229750.
- Kavvoura FK, Akamizu T, Awata T, Ban Y, Chistiakov DA, Frydecka I, Ghaderi A, Gough SC, Hiromatsu Y, Ploski R, Wang PW, Ban Y, Bednarczuk T, Chistiakova EI, Chojm M, Heward JM, Hiratani H, Juo SH, Karabon L, Katayama S, Kurihara S, Liu RT, Miyake I, Omrani GH, Pawlak E, Taniyama M, Tozaki T, Ioannidis JP (2007). "Cytotoxic T-lymphocyte associated antigen 4 gene polymorphisms and autoimmune thyroid disease: a meta-analysis". J. Clin. Endocrinol. Metab. 92 (8): 3162–70. doi:10.1210/jc.2007-0147. PMID 17504905.